# Leccionario 5
El Leccionario 5, designado por la sigla ℓ 5 (en la numeración Gregory-Aland), es un manuscrito griego del Nuevo Testamento. Paleográficamente ha sido asignado al siglo XV.

## Descripción
El códice contiene enseñanzas de los Evangelios de Juan, Mateo y Lucas, con lagunas al principio y al final. El texto está escrito en Caligrafía uncial, en 150 hojas de pergamino (31 cm por 23 cm), 2 columnas por página, 19 líneas por página, 12.7 letras por línea.
Mateo 19:16
διδασκαλε (maestro) — א, B, D, L, f1, 892txt, 1010, 1365, ℓ 5, ita, d, e, ff1, copbo, eth, geo, Origen, Hilary;
διδασκαλε αγαθε (buen maestro) — C, K, W, Δ, Θ, f13, 28, 33, 565, 700, 892mg, 1009, 1071, 1079, 1195, 1216, 1230, 1241, 1242, 1253, 1344, 1546, 1646, 2148, 2174, Byz, Lect, it, vg, syr, copsa, arm, eth, Diatessaron.

## Historia
El manuscrito perteneció a Colbert. Fue examinado por John Mill y Johann Jakob Wettstein. En el manuscrito se citan de forma esporádica las críticas del Nuevo Testamento griego de UBS (UBS3). El códice se encuentra ahora en la Biblioteca Bodleiana, en Oxford, Inglaterra.